# Chomutov město
Chomutov město (nebo též Odb Chomutov město) je odbočka a železniční zastávka, která se nachází v km 62,801 dvoukolejné trati Ústí nad Labem – Chomutov. Odbočuje z ní jednokolejná trať do Chomutova seřaďovacího nádraží. Nachází se v Chomutově.

## Popis odbočky
V odbočce jsou dvě mimoúrovňová nástupiště u traťových kolejí č. 1 a 2. Obě nástupiště mají délku 250 m, z toho 50 metrů je krytých. Nástupní hrany se nachází ve výšce 300 mm nad temenem kolejnice. Nástupiště jsou propojena podchodem v km 62,785.
Odbočka je ovládána místně výpravčím z dopravní kanceláře. Odbočka je vybavena reléovým zabezpečovacím zařízením (RZZ) AŽD 71. Pomocí zařízení Remote 98 je z odbočky dálkově ovládáno RZZ AŽD 71 odbočky Dolní Rybník. Traťový úsek směr odbočka Dolní Rybník je vybaven obousměrným automatickým blokem, traťové úseky směrem ke stanici Chomutov (do obvodů osobní nádraží i seřaďovací nádraží) jsou vybaveny obousměrným traťovým souhlasem 3. kategorie.